# Impasse Bourgoin
L'impasse Bourgoin est une voie située dans le quartier de la Gare du 13e arrondissement de Paris.

## Situation et accès
L'impasse Bourgoin est desservie à proximité par les lignes 7 à la station Porte d'Ivry et 14 à la station Olympiades ainsi que par la ligne 3a du tramway d'Île-de-France.

## Origine du nom
Comme le passage Bourgoin, cette impasse doit son nom à Étienne Bourgoin (1820-1899), ancien tanneur devenu marchand de vin au 114 avenue d'Ivry. En 1867, Étienne Bourgoin avait acheté les terrains d'alentour à des agriculteurs d'Ivry.

## Historique
La création du passage Bourgoin, en 1879, précéda de peu celle de l'impasse, d'abord restée sans nom. La première mention de cette voie sans issue pleinement dénommée apparaît dans un acte notarié du 20 juillet 1883, chez Me Colleau, 21, avenue d'Italie (vente de Bourgoin à Émile Amédée Guenault). L'impasse est un reliquat de la parcelle allongée, côté passage Bourgoin, que la création de la dernière partie de la rue Nationale avait tranché en partie.
Cette voie est comprise dans la zone des anciennes carrières.